# Cynorkis anacamptoides
Cynorkis anacamptoides är en orkidéart som beskrevs av Friedrich Fritz Wilhelm Ludwig Kraenzlin. Cynorkis anacamptoides ingår i släktet Cynorkis, och familjen orkidéer.

## Underarter
Arten delas in i följande underarter:
- C. a. anacamptoides
- C. a. ecalcarata